# SUPER TOKYO
『SUPER TOKYO』は、2010年に発表された写真家レスリー・キーによる写真集。

## 解説
- 「愛」と「平和」と「世代」をテーマに、東京で活躍する1,000人の人々のヌードを撮り下ろしたもの。

- 俳優やアーティスト、クリエイターやアスリートなど各界を代表する著名人や、アートディレクター、スタイリスト、マネージャー、メイクアップアーティストなどレスリーを支える周りのスタッフ、一般の人々も参加している。

- また各イメージには、世界で愛される日本生まれのキャラクターハローキティのイラストも添えられている。

- この写真集については、国連人口基金が実施する「お母さんの命を守るキャンペーン」に賛同しており、収益の一部が、世界中のお母さんを守るために寄付される。レスリー・キーは13歳で母親を亡くしており、自分の母に伝えられなかった感謝を、世界中の母親たちに返して行きたいという想いからこのキャンペーンに賛同した。

- 2010年4月から5月にかけて表参道ヒルズにて、この写真展も開催された。

- 松任谷由実による「SUPER TOKYO」という詞が掲載されている。また、細江英公が言葉を添えている。

- 表紙はレスリー・キーの愛犬・DANNY&TEDDYである（表紙がTEDDY、裏表紙がDANNY。）。5,000部限定で、そのうち1,000部は松任谷由実が表紙になったスペシャル・エディションである。

## 主な参加著名人
AI／相川七瀬／青空球児・好児／秋山成勲／與真司郎／ATSUSHI／有馬隼人／有森裕子／飯沼誠司／池内博之／IKKO／石森太二／市原隼人／今井千尋／今井マサキ／入江幸人／岩崎恭子／宇野薫／梅宮アンナ／太田雄貴／カズ・ハヤシ／片山正通／香里奈／紀里谷和明／クリス・ペプラー／窪塚洋介／栗山和弥／栗山圭介／くるり／黒木メイサ／KENTA／小池修一郎／河野健児／小島よしお／KONISHIKI／小橋賢児／小松吾芸／五味彬／近藤修司／斉藤工／坂本龍一／沢渡朔／澤野大地／三遊亭王楽／篠宮龍三／Jesse McFaddin／SHIHO／下村一喜／笑福亭鶴瓶／JUN HAGAN／ジョン・カビラ／ジェロ／尚玄／鈴木エドワード／鈴木桂治／鈴木みのる／平常／TAKAKO／高山善廣／宅八郎／タナカノリユキ／田中麗奈／田中ロウマ／棚橋弘至／谷原章介／谷本裕也／玉山鉄二／為末大／Char／知花くらら／土山直純／つんく♂／テリー伊藤／ドン小西／中山美穂／西島千博／西村晃一／西村由紀江／萩庭桂太／はるな愛／林家たい平／VERBAL／樋口真嗣／平間至／広末涼子／風吹ジュン／細江英公／舞山秀一／前田典子／前林新悟／松田美由紀／松任谷由実／丸山敬太／三池崇史／水野敬也／道端ジェシカ／宮坂絵美里／武蔵丸／武藤敬司／村上淳／箭内道彦／柳本和也／山田卓也／桑田尚樹／森豪士／大和ヒロシ／山根和馬／山本"KID"徳郁／RIKACO／リア・ディゾン／LiLiCo／テット・ワダ／など。